# Chan King Yin
Chan King Yin (en chino: 陳敬然; Hong Kong, 13 de diciembre de 1982) es un deportista hongkonés que compitió en vela en las clases Mistral y RS:X.
Ganó una medalla de plata en el Campeonato Mundial de Mistral de 2006. Participó en los Juegos Olímpicos de Pekín 2008, ocupando el sexto lugar en la clase RS:X.

## Palmarés internacional
| \| Campeonato Mundial \| Campeonato Mundial \| Campeonato Mundial \| Campeonato Mundial \| \| Año \| Lugar \| Medalla \| Clase \| \| ------------------ \| ------------------ \| ------------------ \| ------------------ \| \| 2006 \| Shenzhen (China) \| Medalla de plata \| Mistral \| |                  |                  |         |
| Campeonato Mundial |                  |                  |         |
| Año | Lugar            | Medalla          | Clase   |
| 2006 | Shenzhen (China) | Medalla de plata | Mistral |